# 5570 Кірсен
5570 Кірсен (5570 Kirsan) — астероїд головного поясу, відкритий 4 квітня 1976 року.
Тіссеранів параметр щодо Юпітера — 3,154.